# Hawaii Theatre

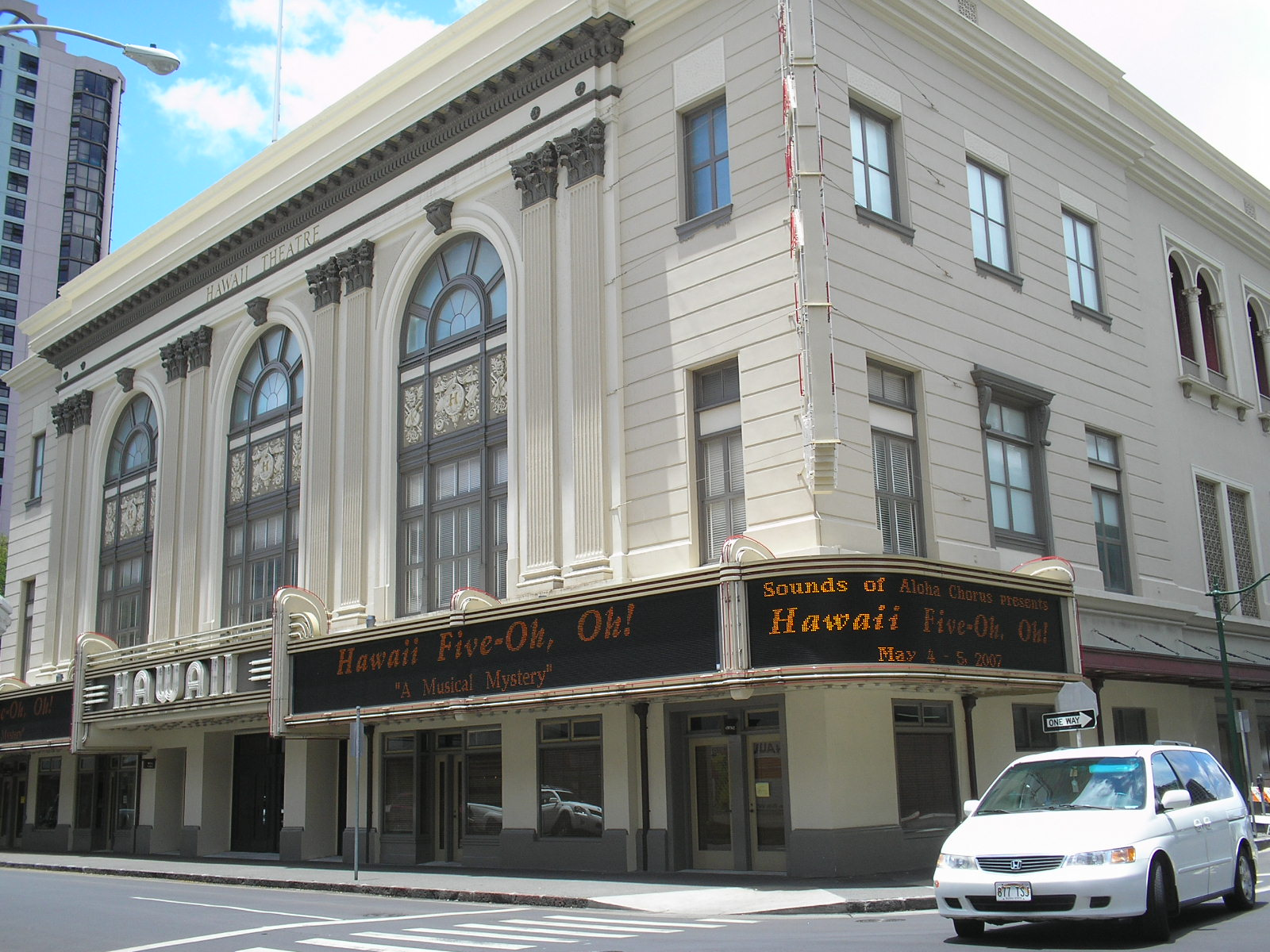
Hawaii Theatre in Honolulu

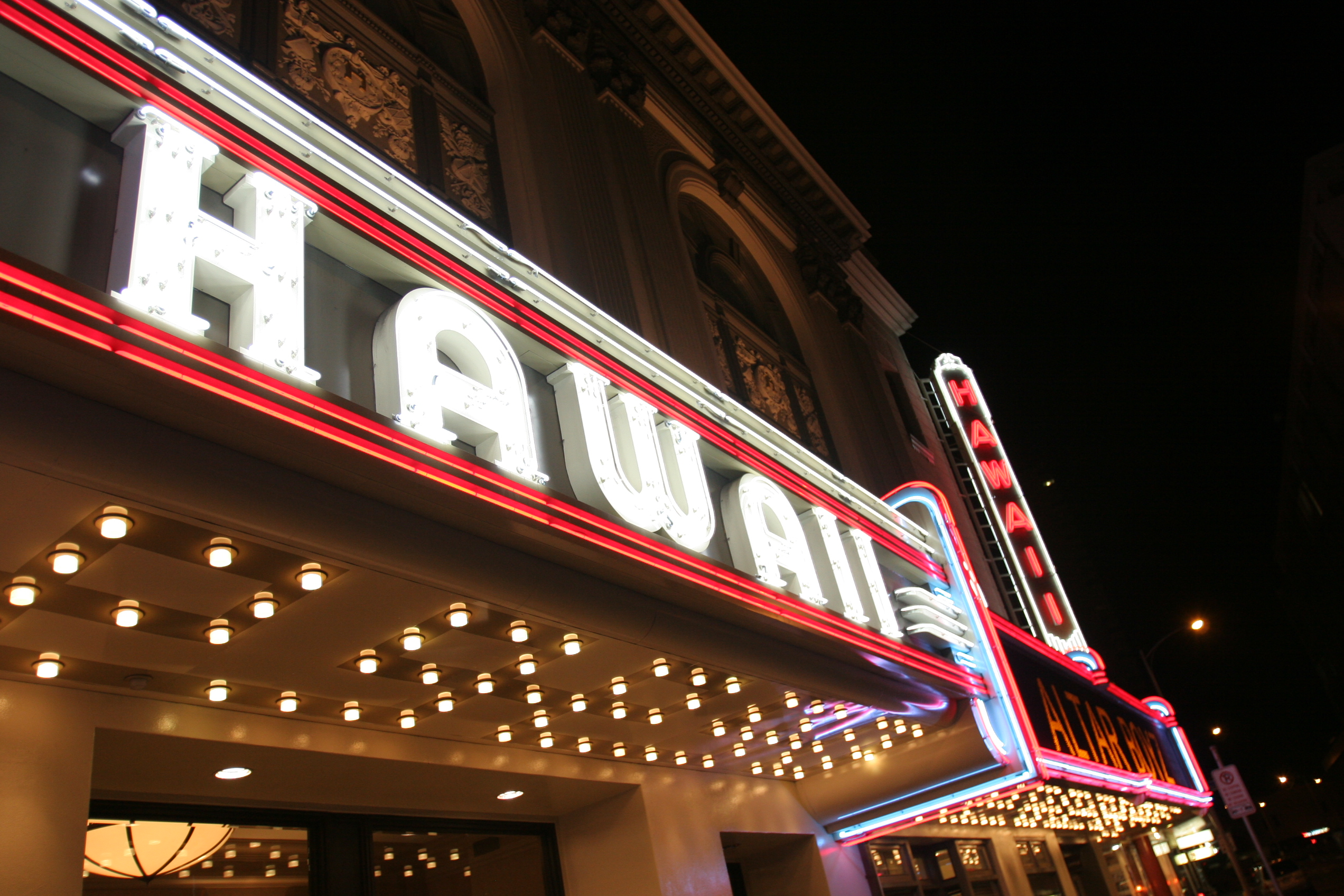
LED-Schilder

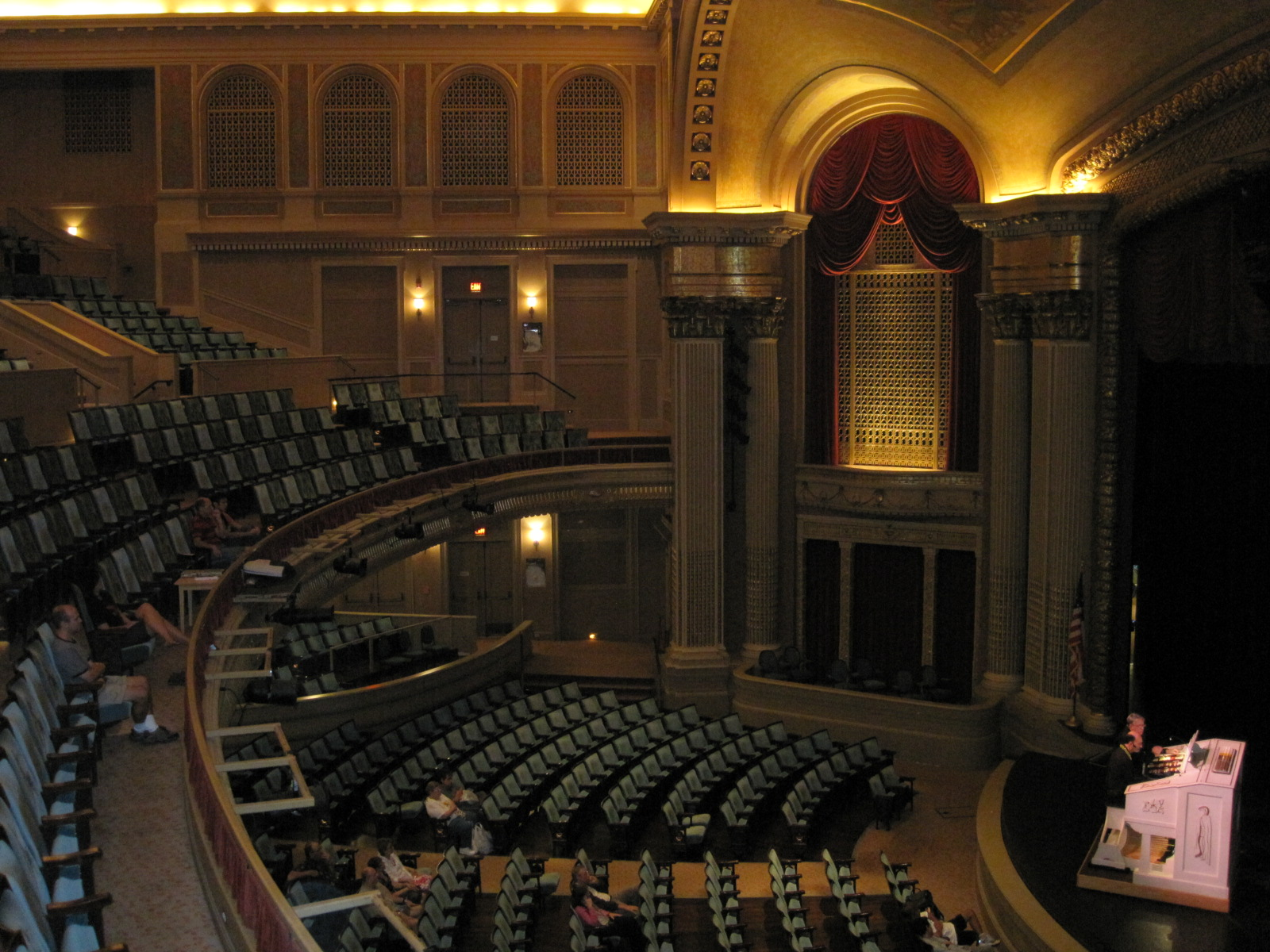
Hawaii Theater – Innenansicht

Das Hawaii Theatre ist das älteste erhaltene historische Theater in Honolulu im US-Bundesstaat Hawaii. Es war das größte und erste moderne Theater im Hawaii-Territorium.

## Geschichte
An der Stelle des Hawaii Theatre an der Bethel Street 1130 in Honolulu befand sich ursprünglich das 1910 erbaute Bijou-Theater mit 1600 Sitzplätzen. Bereits zwei Jahre später plante die Eigentümergesellschaft Consolidated Amusement, das Bijou in ein Luxus-Theater umzubauen, in dem Vaudevilles, Theateraufführungen, Musicals, Stummfilme und andere Vorstellungen aufgeführt werden konnten. Die Idee war, einen großen Showpalast zu schaffen, der den „Stolz des Pazifiks“ (‘Pride of the Pacific’) verkörperte, wie es ihn auf den Inseln bisher nicht gab. Das Bijou sollte von den Architekten Walter Emory und Marshall Webb im neoklassischen Stil umgestaltet werden. Am Ende entschied man sich jedoch für einen Neubau. Inspiration holte man sich von den großen Theatern in New York City wie dem Capitol Theater mit 8000 Sitzplätzen. Das Hawaii Theater sollte eigentlich schon 1918 eröffnet werden, aber die Spanische Grippe, bis dahin die größte Pandemie der US-Geschichte, verschob den Baubeginn um mehrere Jahre. Das Bijou wurde schließlich 1921 abgerissen und für 260.000 US-Dollar das Hawaii Theatre mit 1800 Sitzen errichtet. Die Gala-Eröffnung, bei der auch Gouverneur Wallace Rider Farrington anwesend war, fand am 6. September 1922 statt. Es gehörte bei der Eröffnung zu den modernsten Theatern der Vereinigten Staaten und war mit Klimaanlage, indirekter Beleuchtung, Notausgängen und Korbsesseln ausgestattet.
Anschließend war das Hawaii viele Jahre lang das Flaggschiff der Consolidated Amusement. In den folgenden Jahrzehnten wurde es vorwiegend als Filmtheater genutzt, in dem auch Weltpremieren wie A Girl, a Guy and a Gob (1941) mit Lucille Ball stattfanden. In den 1960er Jahren begann der wirtschaftliche Niedergang, als sich das nahegelegene Chinatown in einen Rotlichtbezirk und Drogenhandelsplatz umwandelte. 1984 beschloss die Consolidated Amusement, das Theater zu schließen. Das historische Gebäude sollte wie andere Theater der Stadt abgerissen werden. Es gründete sich eine Bürgerinitiative, die genug Geld sammelte, um das Theater zu kaufen und zu renovieren. Die Renovierung war 1996 abgeschlossen, die Anzahl der Sitze wurde jedoch auf 1450 reduziert. Die ursprüngliche Anzahl der Sitzplätze konnte nicht beibehalten werden, da die Zuschauer im Allgemeinen größer waren als noch zur Zeit des Neubaus. Ein knappes Jahrzehnt später wurde eine weitere Renovierung durchgeführt, bei der die Fassade verbessert und neu geschaffene Replikate einer Neon-Markise im Art-déco-Stil sowie das vertikale Hawaii-Theater-Schild angebracht und weitere neue Technik eingebaut wurde. Eine neue Herausforderung, wie bereits zuvor bei der Spanischen Grippe, entstand durch die weltweite Covid-19-Pandemie, durch die die Jahreseinnahmen stark einbrachen. Es zählte davor jährlich rund 100.000 Besucher.

## Architektur
Das Hawaii Theatre ist bedeutsam wegen seines ausgezeichneten architektonischen Designs, der Handwerkskunst und der Detaillierung im Innen- und Außenbereich. Es ist ein selten erhaltenes Beispiel eklektischer Architektur in Honolulu. Es wurde 1978 in das National Register of Historic Places aufgenommen. 2006 erhielt es vom National Trust for Historic Preservation dessen höchsten Ehrenpreis.
Das auf rechteckigem Grundriss errichtete Theater hat einen verstärkten Skelettrahmen aus Beton und eine Vorhangfassade aus hohlen Kacheln. Die Betoneinzelfundamente stehen auf einem soliden Fundament aus Korallen. Das eklektische Gebäude wurde vorwiegend im Beaux-Arts-Stil gebaut mit einer besonderen Symmetrie mit gepaarten Korinthischen Säulen und Wandpfeilern sowie römisch gewölbten Fensteröffnungen. Es weist zudem einen doppelten Auskragungsbalkon auf, der von einem Mosaik-Kuppelgewölbe überragt wird. Auf dem Proszenium-Bogen befindet sich ein großes allegorisches Wandgemälde mit dem Titel „Die Glorifizierung der Diana“.

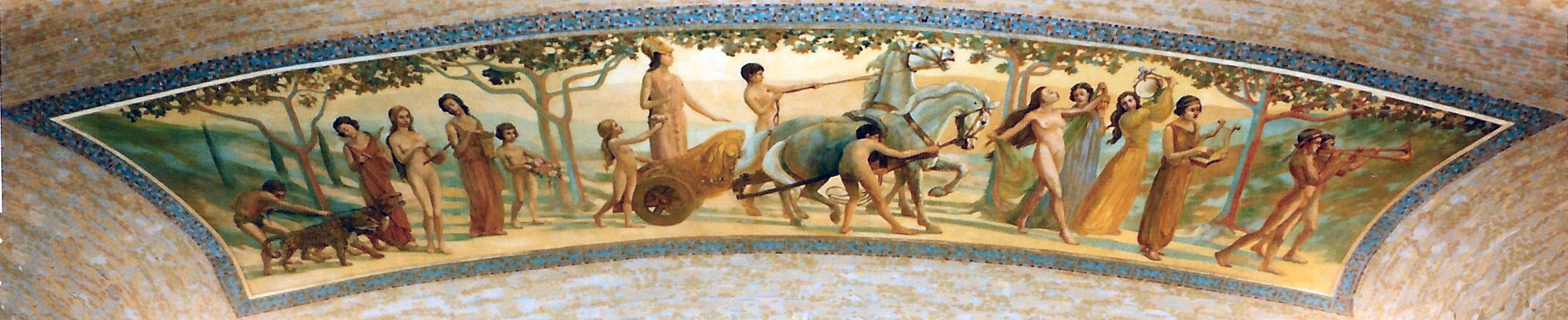
Wandgemälde im Hawaii Theatre „Die Glorifizierung der Diana“

Koordinaten: 21° 18′ 39,1″ N, 157° 51′ 39,8″ W